# Soozie Tyrell
Soozie Tyrell dříve známá jako Soozie Kirschner (* 4. května 1957 Pisa, Itálie) je americká houslistka a zpěvačka, která je nejvíce známá svou spoluprací s Bruce Springsteenem ve skupině E Street Band a dříve ve skupině Sessions Band.

## Životopis
Narodila se v italské Pise, jako dcera vojáka, proto se často stěhovali. Nakonec se její rodina usadila na Floridě, kde začala studovat hudební teorii na Univerzitě v Jižní Floridě. Poté se přestěhovala do New Yorku, kde spolu s Patti Scialfou a Lisou Lowellovou založila pouliční skupinu známou jako Trickster. V polovině 80. let 20. století začala spolupracovat s Davidem Johansenem na jeho alter ego Buster Poindexter, kde se objevila na šesti albech a řadě turné. S Patti Scialfou a Lisou Lowellovou spolupracovala na mnoha dalších hudebních projektech a jejich spolupráce přetrvává do současnosti.
Její spolupráce s Bruce Springsteenem započala v roce 1992 na albu Lucky Town, jako vokalistka. V následujících letech doprovázela Bruce Springsteena na každém jeho albu, především jako houslistka a doprovodná zpěvačka, včetně alb The Ghost of Tom Joad a Devils & Dust, které nebyly alby skupiny E Street Band. V posledních 20. letech s výjimkou Patti Scialfy, která se stala Sprinsteenovou manželkou doprovázela Bruce Springsteena na více albech než většina ostatních členů skupiny E Street Band.